# Beleña
Beleña é um município da Espanha na província de Salamanca, comunidade autónoma de Castela e Leão, de área 26,63 km² com população de 153 habitantes (2007) e densidade populacional de 5,75 hab./km².

## Demografia
| Variação demográfica do município entre 1991 e 2004 | Variação demográfica do município entre 1991 e 2004 | Variação demográfica do município entre 1991 e 2004 | Variação demográfica do município entre 1991 e 2004 |
| --------------------------------------------------- | --------------------------------------------------- | --------------------------------------------------- | --------------------------------------------------- |
| 1991                                                | 1996                                                | 2001                                                | 2004                                                |
| 134                                                 | 153                                                 | 147                                                 | 166                                                 |